# 5. kongres Občanské demokratické strany
5. kongres ODS se konal 17. - 18. prosince 1994 v Karlových Varech.

## Dobové souvislosti a témata kongresu
Kongres se odehrával krátce po komunálních volbách roku 1994, v nichž sice ODS uspěla, ale krátce po nich musela čelit kritice za sponzorskou večeři na pražském Žofíně, kde se po vzoru anglosaských zemí konala slavnostní akce, na které zástupci firem přispívali do stranické pokladny ODS. Kritika směřovala na fakt, že velká část dárců byly polostátní firmy. Na kongresu na aféru reagoval Václav Klaus, který konstatoval, že menší koaliční strany jsou neoajální k vládě a využily otázku sponzorské večeře k útokům na ODS. Klaus obhájil předsednický post, stejně jako většina místopředsedů. Výjimkou byl Libor Novák, který se nově stal výkonným místopředsedou ODS. Pozici dosavadního výkonného místopředsedy Petra Čermáka podlomila aféra Helbig. Čermák totiž jezdil automobilem značky Mercedes od německé firmy bratří Helbigových. Jenže na ně byl v září 1994 v Německu vydán zatykač pro zpronevěru. Čermák reagoval zpočátku tím, že aféra je účelovým útokem na vládní politiku, ale na kongresu neuspěl. Libor Novák byl na jeho post zvolen až v několikátém kole volby, která dlouho neměla jasného favorita.
Výrazněji se na kongresu a po něm projevily odlišné představy Josefa Zieleniece, který požadoval, aby ODS zpracovala dlouhodobý program. Podobné snahy už vyvíjel na předchozím 4. kongresu ODS. Tehdy neuspěl, nyní ovšem kongres (i přes nesouhlas Václava Klause) rozhodl, že Výkonná rada má do 30. září 1995 připravit návrh dokumentu s názvem Politický program ODS, vytvořit podmínky pro jeho prodiskutování a předložit program budoucímu kongresu ODS v roce 1995. Zieleniec uspěl i proto, že v řadách ODS se šířil názor, že strana má potenciál voličské podpory okolo 40 %, zatímco její preference stagnovaly okolo 25 - 30 %.

## Personální složení vedení ODS po kongresu
- Předseda - Václav Klaus
- Výkonný místopředseda - Libor Novák
- Místopředsedové - Jan Stráský, Jiří Vlach, Josef Zieleniec
- Výkonná rada ODS - Vladimír Bartoš, Ivan Bečvář, Tomáš Fejfar, Petr Hapala, Ondřej Huml, Jan Klas, Robert Kolář, Jiří Liška, Miroslav Macek, Hana Marvanová, Lukáš Mašín, Pavel Pešek, Přemysl Sobotka, Vlastimil Tlustý, Evžen Tošenovský, Jan Volavka, Vladimír Zeman, Jaroslav Zvěřina[5]